# 李誠宰
李誠宰（韓語：이성재，1970年8月23日—），或译李成宰，韓國男演員。1995年通过MBC第24期演员公开招募进入演艺圈，1998年凭借电影《美術館旁的動物園》获得多数电影颁奖礼的新人奖，此后凭借《加油站襲擊事件》《綁架門口狗》和《新羅月夜》在忠武路站稳脚跟，《公共之敵》和《逃獄風雲》中让人印象深刻的演出让他获得观众的诸多好评。

## 影視作品

### 電視劇
- 1992年：KBS《這個女孩一百倍》
- 1997年：MBC《Yesterday》
- 1997年：SBS《地平線的另一邊》
- 1998年：KBS《謊言》
- 2006年：SBS《比天國陌生》
- 2008年：MBC《大韓民國的律師》飾演 韓民國
- 2011年：KBS《Poseidon》飾演 權政律
- 2012年：JTBC《妻子的資格》飾演 金泰浩
- 2012年：MBC《兒子傢伙們》飾演 柳賢基
- 2013年：MBC《九家之書》飾演 趙官雄
- 2013年：SBS《奇怪的保姆》飾演 殷尚哲
- 2014年：KBS 《王的面孔》飾演 宣祖
- 2015年：MBC《心情好又暖》飾演 宋政根
- 2016年：JTBC《魔女寶鑑》飾演 崔賢敘
- 2016年：SBS《嫉妒的化身》飾演 金諾
- 2018年：MBC《離別已別離》飾演 韓尚進
- 2019年：tvN《Abyss》飾演 吳英哲
- 2019年：JTBC《檢察官內傳》飾演 趙敏浩
- 2021年：Channel A《Show Window：女王之家》飾演 申明燮
- 2022年：TV朝鮮《紅氣球》飾演 池南哲
- 2025年：JTBC《協商的技術》飾演 張元碩 (特別出演)

### 電影
- 1998年：《美術館旁的動物園》
- 1999年：《靈異生死戀》
- 1999年：《加油站襲擊事件》
- 2000年：《綁架門口狗》
- 2001年：《一日情深》
- 2001年：《新羅月夜》
- 2002年：《公共之敵》
- 2004年：《冰雨》
- 2004年：《舞動真情》
- 2004年：《忧郁的申石基》
- 2006年：《逃獄風雲》
- 2006年：《愛無間》
- 2007年：《头师父一体3》
- 2010年：《夢想成真》
- 2010年：《娜塔莉的情人》飾演 黃俊赫
- 2012年：《弦的歌曲》（현의 노래）
- 2018年：《末日飛船》飾演 政治家
- 2022年：《救命卡特》饰演 金钟赫

### 綜藝節目
- 2016年：SBS《花樣旅行》
- 2018年：tvN《令人垂涎的遊輪》

### MV
- 2010年：佳人《無法挽回的》

## 獲獎
- 1999年：第20屆青龍電影獎－男子新人獎（美術館旁的動物園）
- 1999年：第36屆大鐘獎－男子新人獎（美術館旁的動物園）
- 1999年：第7屆春史電影賞－男子新人獎（美術館旁的動物園）
- 1999年：電影評論家獎－男子新人獎（美術館旁的動物園）
- 1999年：第35屆百想藝術大賞－電影部門 男子新人演技獎（美術館旁的動物園）
- 2000年：第36屆百想藝術大賞－電影部門 男子人氣獎（加油站襲擊事件）

## 外部連結
- 李誠宰的Instagram帳戶
- 李誠宰在NAVER上的资料
- 李誠宰在韩国电影数据库（KMDb）上的資料（韓語）
- 李誠宰在互联网电影资料库（IMDb）上的資料（英文）
- 李誠宰在豆瓣上的资料（简体中文）